# Bad Influence (singolo)
Bad Influence è una canzone scritta da Pink diffusa nelle radio dall'8 aprile 2009, e pubblicata il successivo 10 maggio come quarto singolo tratto dall'album Funhouse per il mercato di Australia e Nuova Zelanda, ad opera dell'etichetta discografica Sony Music. È stata utilizzata per lo spot televisivo, a partire dal  settembre dello stesso anno, della Volkswagen Polo V.

## Tracce
1. Bad Influence
2. Please Don't Leave Me (Digital Dog Radio Edit)

## Classifiche
| Classifiche (2009) | Posizione massima |
| ------------------ | ----------------- |
| Australia          | 6                 |
| Nuova Zelanda      | 12                |
| Italia             | 2                 |
| Stati Uniti        | 11                |
| Polonia            | 13                |
| Slovacchia         | 10                |
| Ungheria           | 9                 |
| Canada             | 27                |
| Belgio             | 30                |
| Repubblica Ceca    | 44                |
| Irlanda            | 1                 |
| Israele            | 28                |
| Islanda            | 21                |
| Regno Unito        | 70                |